# كيفن أوبراين (لاعب دوري الرغبي)
كيفن أوبراين (بالإنجليزية: Kevin O'Brien)‏ هو لاعب دوري الرغبي أسترالي، ولد في 1932 في أستراليا.